# Отступление войск КНА и КНД к 38-й параллели
Отступление войск Корейской народной армии и Китайских народных добровольцев к 38-й параллели — боевые действия с 25 января по 21 апреля 1951 года во время Корейской войны. В результате линия фронта на Корейском полуострове установилась примерно по 38-й параллели.

## Предыстория
Осенне-зимнее наступление войск КНА и КНД в 1950—1951 годах решительно изменило стратегическую и военно-политическую обстановку в Корее в их пользу. Однако войска ООН не были окончательно разгромлены, и обладали значительным количественным и качественным превосходством в боевой технике. Длительное наступление и интенсивные бои осложнили снабжение войск КНА и КНД продовольствием и боеприпасами, а личный состав нуждался в отдыхе и медицинском обеспечении. Учитывая это, Объединённое командование приказало войскам, находящимся южнее 38-й параллели перейти к обороне. После перегруппировок в составе войск КНА и КНД южнее 38-й параллели остались 31 пехотная и 1 механизированная дивизии, и 3 пехотные бригады. Численность пехотных дивизий КНА составляла в среднем 7—8 тысяч человек, КНД — 8—10 тысяч человек. В войсках КНА и КНД имелось 1850 орудий и миномётов калибром 76 мм и выше, и 60 танков.
Командование войск ООН с 15 января 1951 года приступило к подготовке наступательной операции. По плану операции войска 8-й американской армии должны были наступать в трёх направлениях: на Сеул, на Хончен и на Хачинпули. Для захвата Сеула планировалась высадка в порту Инчхон морского десанта. Наступление предполагалось начать в конце января.

## Ход боевых действий

### Наступление войск ООН
С целью получения разведывательных данных о группировке войск КНА и КНД американское командование во второй половине января организовало боевые действия передовых и разведывательных отрядов на всём фронте. К 25 января войска ООН были готовы к наступлению. Всего в их составе было 17 дивизий, 3 бригады и один воздушно-десантный полк, имелось до 2 тысяч полевых орудий и миномётов калибром 75 мм и выше, до 800 танков и 1600 боевых самолётов.
26 января после артиллерийской и авиационной подготовки передовые отряды 1-го и 9-го американских армейских корпусов начали наступление на рубеже Усан, Ичхон, Вончжу. 27 января войска ООН высадили в районе порта Инчхон морской десант из 300 южнокорейских военнослужащих, однако он был полностью уничтожен после четырёхчасового боя; американской 2-й пехотной дивизии удалось в этот день овладеть Вончжу. За счёт ввода в бой свежих сил войскам ООН удалось сбить передовые отряды китайских добровольцев и к исходу 29 января продвинуться на сеульском направлении на 10-15 км. На восточном побережье Столичной пехотной дивизии 1-го южнокорейского корпуса удалось преодолеть сопротивление малочисленных передовых отрядов 2-й армии КНА и вынудить их отойти на север, однако 29 января, за счёт ввода в бой свежих сил, северокорейским войскам удалось восстановить положение.
С 29 января по 4 февраля на сеульском направлении шли ожесточённые бои соединений 1-го и 9-го американских армейских корпусов с частями 13-й армейской группы КНД. Не добившись успеха на сеульском направлении, 4 февраля командование 8-й американской армии решило войсками 10-го американского армейского, 3-го и 1-го южнокорейских корпусов начать наступление на центральном и восточном участках фронта.
С утра 5 февраля, после артиллерийской и авиационной подготовки войска ООН перешли в наступление, нанося удары на Сеул, Хэнсен и Каннын. В ходе двухдневных боёв им удалось добиться значитальных успехов. На сеульском направлении 29-й британской и турецкой пехотным бригадам удалось прорвать оборону 50-й армии китайских добровольцев севернее Сувона, и к исходу 6 февраля южнее Сеула отдельными отрядами выйти к реке Ханган. Создалась угроза изоляции частей 1-й армии КНА и 50-й армии КНД в районе Инчхона, и Объединённое командование решило отвести войска этих армий на правый берег реки Ханган, где они заняли прочную оборону.
На хонченском направлении в центре фронта за счёт ввода в бой 5-й и 8-й южнокорейских дивизий войскам ООН удалось севернее Вончжу вклиниться в оборону 5-й армии КНА, которой пришлось начать отход на север. К исходу 6 февраля передовые части 9-го и 10-го американских армейских корпусов завязали бои за Хэнсен. Их главные силы, наступая вдоль берегов реки Ханган, попытались развить удар на Сеул с востока, однако наткнулись на упорное сопротивление соединений 38-й и 42-й армий КНД, и были вынуждены прекратить дальнейшее наступление.
На восточном участке фронта американским и южнокорейским войскам удалось 11 февраля овладеть Канныном.

### Февральский контрудар войск КНА и КНД
Чтобы не допустить прорыва обороны на стыке 42-й армии КНД и 5-й армии КНА и развития наступления противника на Сеул, Объединённое командование ещё 7 февраля приняло решение на подготовку контрудара по группировке противника на центральном участке фронта. Для достижения этой цели было создано две ударные группировки: северо-западнее Хэнсена — из трёх армий КНД (39-й, 40-й и 66-й), северо-восточнее Хэнсена — из двух армий КНА (3-й и 5-й).
В 17 часов 11 февраля обе ударные группировки перешли в наступление, вынудив американские и южнокорейские войска под прикрытием арьергардов начать поспешный отход на юг. В результате четырёхдневных боёв главные силы 13-й армейской группы КНД во взаимодействии с 5-й и 3-й армиями КНА разгромили 8-ю и 3-ю и нанесли тяжёлое поражение 5-й южнокорейским пехотным дивизиям; при этом они окружили юго-восточнее Янпхен 23-й пехотный полк 2-й американской пехотной дивизии и завязали бои за Вончжу.
В связи с отступлением 9-го и 10-го армейских корпусов на центральном участке фронта, командование 8-й армии войск ООН решило отвести действовавшие на восточном участке фронта 3-й и 1-й южнокорейские корпуса на юг. 15 февраля командование войск ООН, опасаясь продолжения наступления КНД и КНА на центральном участке фронта, начало спешно перебрасывать с сеульского направления в район Йочжу части 1-й американской кавалерийской дивизии и 29-й британской пехотной бригады. 16 февраля, наткнувшись на упорное сопротивление американских и южнокорейских войск (особенно в районе Чипхён-ни, где китайцы не сумели уничтожить окружённый 23-й пехотный полк США и потеряли 5000 человек), войска КНА и КНД были вынуждены остановить наступление и начали закрепляться на достигнутых рубежах.

### Отступление войск КНА и КНД к 38-й параллели
Несмотря на достигнутые успехи, состояние войск КНА и КНД на фронте было крайне тяжёлым. В связи с потерями значительно сократился численный состав дивизий. Войска испытывали острую нужду в боеприпасах, продовольствии и снаряжении, нуждались в медицинском обеспечении и отдыхе. Всё это лишало их возможности не только развития наступления, но и дальнейшего удержания занимаемых рубежей. В сложившейся ситуации Объединённое командование решило отвести войска на рубеж 38-й параллели, где местность была более удобной для развёртывания крупной группировки войск и скрытной подготовки новой наступательной операции (её предполагалось начать во второй половине апреля, после завершения сосредоточения севернее 38-й параллели новой группы войск).
Планом предусматривалось создание трёх рубежей обороны: первый — по северному берегу реки Ханган от Сеула до Янпхен, далее на Хэнсен и севернее Пхёнчан; второй — по линии Ыденпу, Хончен, Анхындон; третий — Мунсан, Синыпни, Чунчен. Отступление войск планировалось осуществить в три этапа.
В соответствии с планом войска 42-го, 40-го и 66-го армейских корпусов КНД, 3-й, 5-й и 2-й армий КНА в ночь на 20 февраля начали отход на первый рубеж обороны. Отход главных сил совершался под прикрытием арьергардов. Установив отход соединений КНА и КНД, с утра 22 февраля американское командование начало преследование главными силами. Тем не менее, к 4 марта главные силы китайских добровольцев и Корейской народной армии в полном порядке отошли на первый рубеж обороны. К исходу 6 марта к ней подошли передовые отряды, а вслед за ними и главные сили 9-го, 10-го американских армейских и 1-го, 3-го южнокорейских корпусов.
Чтобы разгромить войска КНА и КНД, командование 8-й американской армии решило продолжать наступление. С утра 7 марта в районе восточнее Сеула части 25-й американской пехотной дивизии с ходу форсировали реку Ханган и захватили плацдарм на её северном берегу, однако на остальных участках фронта китайским и северокорейским войскам удалось удержать свои позиции.
В ночь на 10 марта 13-я армия КНД, 1-я, 2-я, 3-я и 5-я армии КНА начали по всему фронту планомерный отход на второй рубеж обороны. 14 марта был оставлен Сеул, который 15 марта заняли части 1-й южнокорейской пехотной дивизии. К 16 марта китайские добровольцы и Корейская народная армия заняли оборону на втором рубеже.
17 марта, сосредоточив на узком участке юго-западнее Хончен части 1-й американской кавалерийской дивизии, 27-й британской пехотной бригады и 1-й американской дивизии морской пехоты, войска ООН прорвали оборону 42-го и 39-го армейских корпусов КНД, заняв несколько плацдармов на реке Хончхонган. Дальнейшее их продвижение на этом участке на север создавало угрозу окружения частей 39-го армейского корпуса КНД восточнее Хончена, поэтому объединённое командование решило отвести свои войска на третий рубеж обороны. На западном участке фронта севернее Сеула все попытки американских и южнокорейских войск 17 марта развить удар на север были успешно отбиты.
К исходу 22 марта американским войскам удалось на центральном участке фронта овладеть крупным населённым пунктом и важным узлом дорог городом Чунчен; их дальнейшее наступление было остановлено соединениями 39-го армейского корпуса КНД, занявшими оборону на третьем рубеже. Встретив упорное сопротивление на западном участке фронта, американское командование 23-24 марта выбросило в районе северо-восточнее Мунсан воздушный десант — 187-й воздушно-десантный полк; в этот же день 3-я американская пехотная дивизия овладела Ыденпу. В связи с отходом 19-й пехотной дивизии в район Мунсан между войсками китайских добровольцев образовался разрыв, вследствие чего соединения 26-го армейского корпуса были вынуждены начать отход на третий рубеж обороны. На восточном участке фронта войска КНА, ведя арьергардные бои с противником, медленно отходили к 38-й параллели.
В ходе боевых действий с 27 марта по 4 апреля американским и южнокорейским войскам удалось на западном участке фронта севернее Дондучен прорвать оборону 26-го армейского корпуса КНД и начать выдвижение к 38-й параллели. На восточном участке фронта южнокорейской Столичной пехотной дивизии удалось отбросить части 2-й армии КНА и 29 марта овладеть городом Яян.
Командование 8-й американской армии решило продолжать наступление севернее 38-й параллели. 6 апреля американские и южнокорейские войска возобновили наступление, однако встретили упорное сопротивление на всём фронте. 7 апреля войска ООН высадили морские десанты на восточном побережье Кореи в районах Ченгчжин, Кенгсен и Этэтин, но все они были быстро уничтожены. В ходе упорных боёв с 7 по 11 апреля американским и южнокорейским частям удалось на центральном участке фронта потеснить части 26-го, 40-го и 39-го армейских корпусов КНД и продвинуться на 1-3 км севернее 38-й параллели.
В соответствии с решением Объединённого командования, войска КНД и КНА 15 апреля начали отходить на основной рубеж обороны севернее 38-й параллели. К исходу 21 апреля они заняли оборону на рубеже севернее Кэсон, северо-западнее Чонгок, Муньхоньли, Хвачен, Янгу, Чёндинни.

## Результаты
Войска китайских добровольцев и Корейской народной армии, осуществив преднамеренное отступление к 38-й параллели, выиграли время, необходимое для сосредоточения резервов, и создали благоприятные условия для последующих активных действий своих главных сил. Из-за разногласий во взглядах на ведение войны 11 апреля генерал Макартур был отправлен в отставку президентом Трумэном.